# Deh Gorzeh
Deh Gorzeh (persiska: دِه گُرزِه) är en ort i Iran.   Den ligger i provinsen Lorestan, i den västra delen av landet, 400 km sydväst om huvudstaden Teheran. Deh Gorzeh ligger 1 851 meter över havet och antalet invånare är 111.
Terrängen runt Deh Gorzeh är kuperad. Runt Deh Gorzeh är det ganska tätbefolkat, med 56 invånare per kvadratkilometer. Närmaste större samhälle är Harsīn, 15,7 km norr om Deh Gorzeh. Omgivningarna runt Deh Gorzeh är i huvudsak ett öppet busklandskap.